# 富坪站 (平羅線)
富坪站（韓語：부평역）是朝鮮民主主義人民共和國咸鏡南道定平郡富坪里的一個鐵路車站，属于平罗线。

## 邻近车站
平罗线
新上站 - 富坪站 - 定平站